# Skivesenderen
Skivesenderen begyndte sin drift i 1951 som en mellembølgesender, der sendte det andet radioprogram på frekvensen 1430 kHz med en sendeeffekt på 70 kW. Den brugte en 103,9 meter høj, barduneret stålgittermast syd for senderbygningen som sendeantenne. I 1979 blev mellembølgesenderen udgået, og masten blev omdannet til en sendemast til FM-radio.
I dag sendes følgende programmer fra denne mast.
| Program     | Frekvens  | ERP     |
| ----------- | --------- | ------- |
| Radio Solo  | 96,2 MHz  | 0,16 kW |
| Radio Alfa  | 101,8 MHz | 0,16 kW |
| Radio Skive | 104 MHz   | 0,5 kW  |

https://www.danskradio.dk/skiveraradiofonistation.html